# Risto Laakkonen
Risto Laakkonen (né le 6 mai 1967 à Kuopio) est un ancien sauteur à ski finlandais.

## Palmarès

### Jeux olympiques
| Épreuve / Édition | Calgary 1988 | Albertville 1992 |
| Petit Tremplin    | 23e          | 16e              |
| Grand Tremplin    |              | 21e              |
| Par Equipes       |              | Or               |

### Championnats du monde
| Épreuve / Édition | Lahti 1989 | Val di Fiemme 1991 |
| Petit Tremplin    | 24e        | 8e                 |
| Grand Tremplin    | 24e        | 12e                |
| Par Equipes       | Or         | Argent             |

### Championnats du monde de vol à ski
| Épreuve / Édition | Oberstdorf 1988 | Vikersund 1990 |
| Individuel        | 35e             | 40e            |

### Coupe du monde
- Meilleur classement final : 7e en 1989.
- Vainqueur de la Tournée des quatre tremplins 1988/1989.
- 2 victoires.

#### Saison par saison
| Année | Lieu                 |
| 1989  | Thunder Bay (Canada) |
| 1990  | Thunder Bay (Canada) |